# Blue Amberol Records

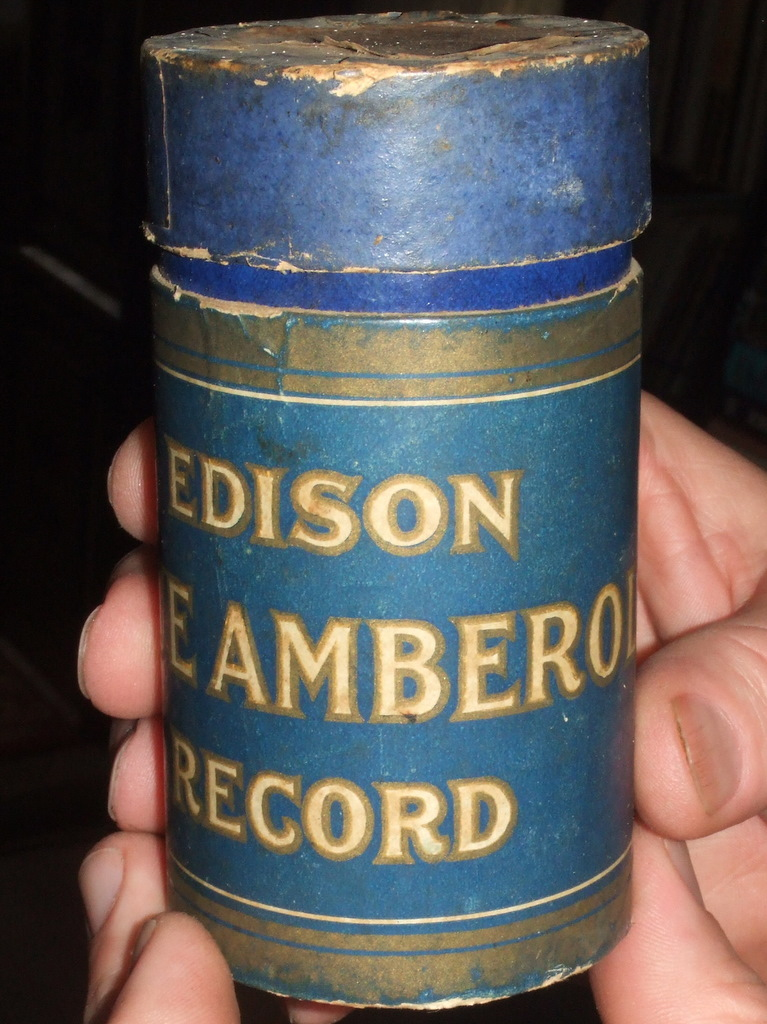
Frontal de las primeras cajas del Blue Amberol

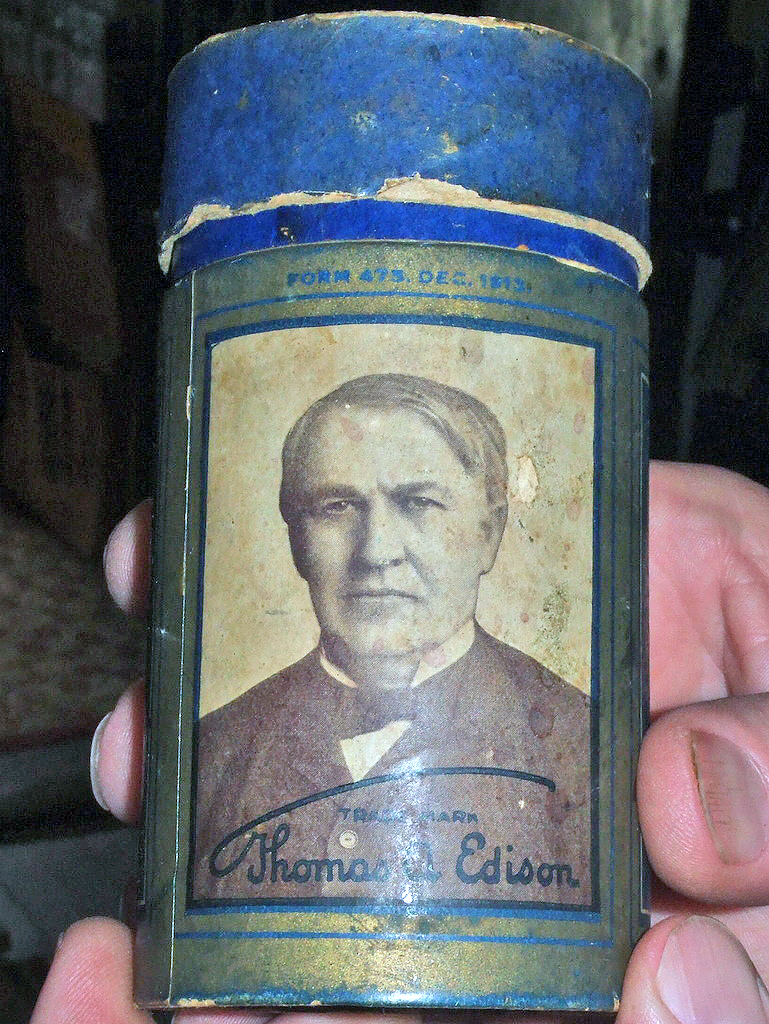
Retrato de Edison en la parte trasera

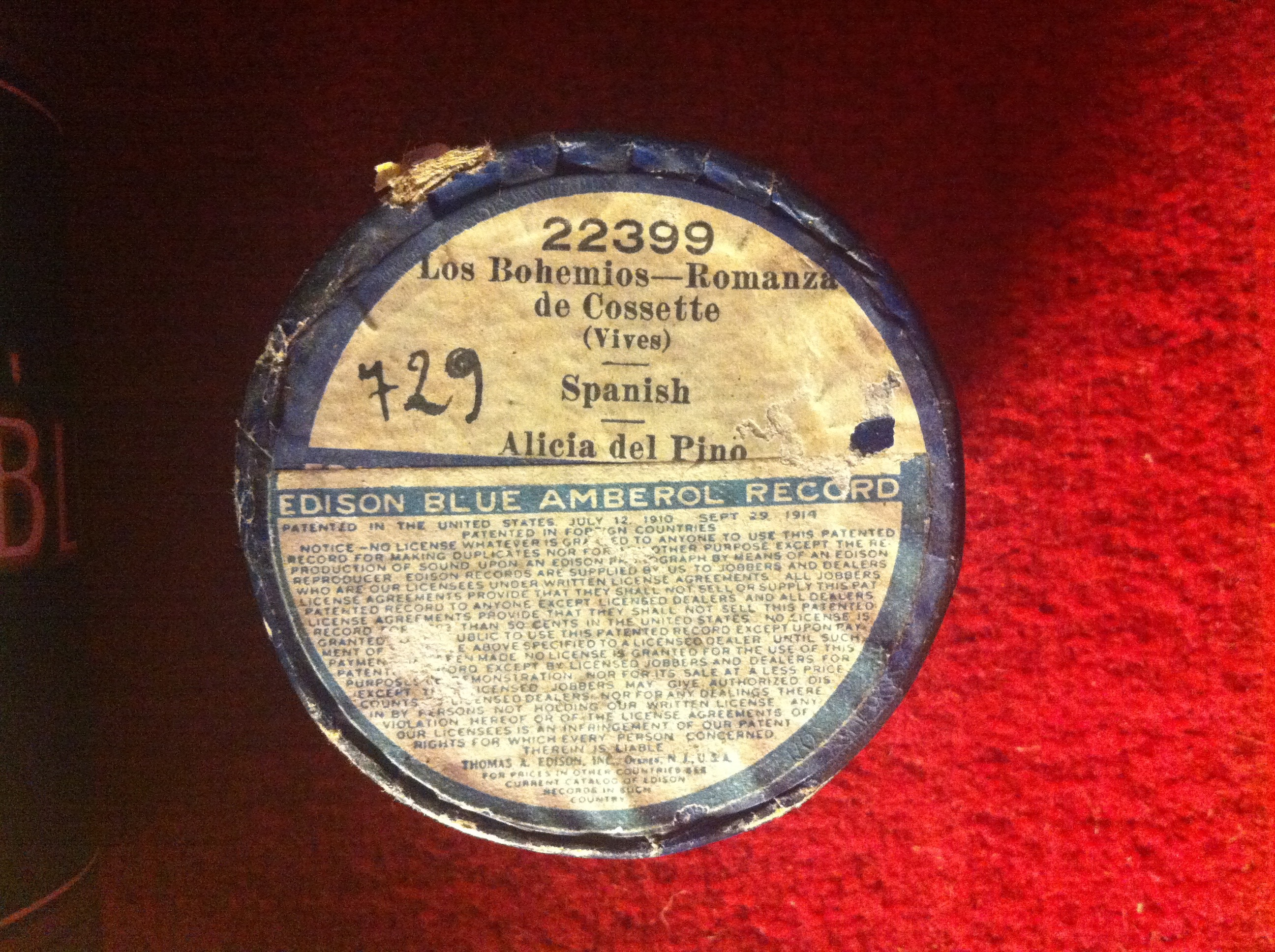
Funda de cartón de un cilindro Blue Amberol

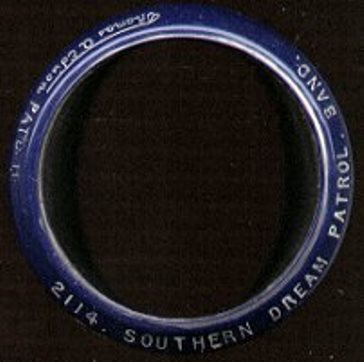
Vista donde se aprecia el grosor del cilindro

Blue Amberol Records era el nombre comercial de los cilindros de fonógrafo fabricados por  Thomas A. Edison, Inc. en los Estados Unidos entre 1912 y 1929. Reemplazaron a los cilindros Amberol de cera negra de 4 minutos introducidos en 1908, que a su vez habían sustituido a los cilindros de cera de 2 minutos, que habían sido el formato estándar desde finales de 1880. Los cilindros Blue Amberol podían reproducir hasta 4 minutos y 45 segundos, y estaban recubiertos por una capa superficial del plástico "indestructible" (celuloide), que Edison tiñó con un color azul que formaba parte de la marca registrada. Los fonógrafos de la marca Edison diseñados para tocar cilindros de Amberol se llamaron Amberolas.

## Historia

### Cera Amberol de Edison
El nombre Amberol tuvo su origen en abril de 1908, cuando Edison se reunió con su equipo ejecutivo para elegir una denominación comercial para su nuevo producto. Se barajaron nombres como "amber" (ámbar en inglés) y derivados como "amberite" o "amberole", así como otros que icluían las palabaras "ebonite" o "fourminit". Finalmente, y tras descartarse algunas opciones por problemas de patente, se eligió "amberol", que de alguna manera ligaba el nuevo producto con un material apreciado en joyería como el ámbar.
Los cilindros Amberol de cuatro minutos hicieron su aparición en el mercado ese mismo año de 1908. Estaban hechos de un compuesto frágil de color negro, parecido a la cera, que era más duro que la cera negra original de 1902. Esta cera Amberol también se utilizó para registros estándar de 2 minutos desde 1908 hasta que apareció el Amberol azul en 1912. La introducción del Amberol inició un resurgimiento del interés por los registros en soportes cilíndricos, pero los problemas de esta técnica pronto se hicieron evidentes. Los Amberol se agrietaban con bastante facilidad y podían romperse durante la reproducción, y a menudo se disgregaban por completo, a diferencia de algunos otros tipos de cilindros de cera de 2 minutos que simplemente se partían en algunos pedazos. Otro problema era que la cera Amberol se desgastaba demasiado rápido. Algunos cilindros perdían el surco o se reproducían con un tono vacilante debido a una contracción desigual durante el proceso de fabricación.

### Blue Amberol de Edison
En 1912, las deficiencias de la cera Amberol eran evidentes. Edison, que no quería pagar derechos a Thomas B. Lambert por su patente del cilindro de celuloide, finalmente los compró, y cambió la producción a un celuloide delgado pero resistente teñido de azul reforzado con un núcleo de yeso. La introducción de estos "Blue Amberol" ayudó a aumentar las ventas de cilindros. Los primeros lanzamientos de Blue Amberol ofrecían una excelente calidad de audio para su época; de hecho, mejor que los producidos posteriormente, porque desde enero de 1915 en adelante, Thomas A. Edison, Inc., que había estado concentrando sus esfuerzos en mejorar la calidad de los registros fonográficos del sistema Diamond Disc, comenzó a lanzar cilindros que fueron grabados acústicamente a partir de discos Diamond. El procedimiento de grabación acústico (la bocina del fonógrafo del disco estaba unida a la bocina de grabación del cilindro) se mantuvo hasta diciembre de 1927, cuando se apareció el sistema de registro electromecánico. Esta circunstancia se tradujo en un sonido "muerto" y algo hueco en los cilindros si se comparaban con los discos originales. En muchos cilindros doblados, cuando el ruido superficial del cilindro a 160 rpm era lo suficientemente bajo, se podía escuchar el ruido de la superficie del disco de 80 rpm comenzando poco antes del inicio de la música.
Más allá de la principal serie de música popular y sacra, que comenzó con el número de registro 1501 en 1912 y terminó con el número de registro 5719 en 1929, Edison ofreció en sus cilindros Blue Amberol una línea especial de prestigiosos conciertos, de arias de ópera, de piezas clásicas ligeras y de otra música "culta" interpretados por artistas de renombre. Este tipo de grabaciones posteriormente serían comercializadas en los cilindros Royal Purple Amberol, de un característico color distintivo. Un conjunto de cilindros Amberol de cera especiales o Amberol azules identificados por las letras A a H, en lugar de los números más habituales, se vendieron a la vez que los kits de conversión a los cilindros de 4 minutos, necesarios para actualizar algunos fonógrafos anteriores de 2 minutos. El catálogo en Blue Amberol incluía grabaciones instructivas para acompañar al fonógrafo de la escuela de Edison, cursos de idiomas de ICS, para la capacitación en el uso del código morse, para los mercados francés y alemán, ediciones especiales de 2 minutos para el mercado rural mexicano, y unidades de 6 pulgadas de largo (15 cm) para los fonógrafos utilizados en el registro de dictados, los denominados Long Blue Amberol que permanecieron en producción durante muchos años después de la desaparición del formato de cilindro como medio de entretenimiento.

## Técnica

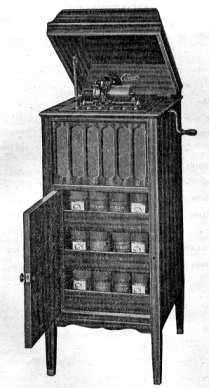
Fonógrafo "Amberola 75"

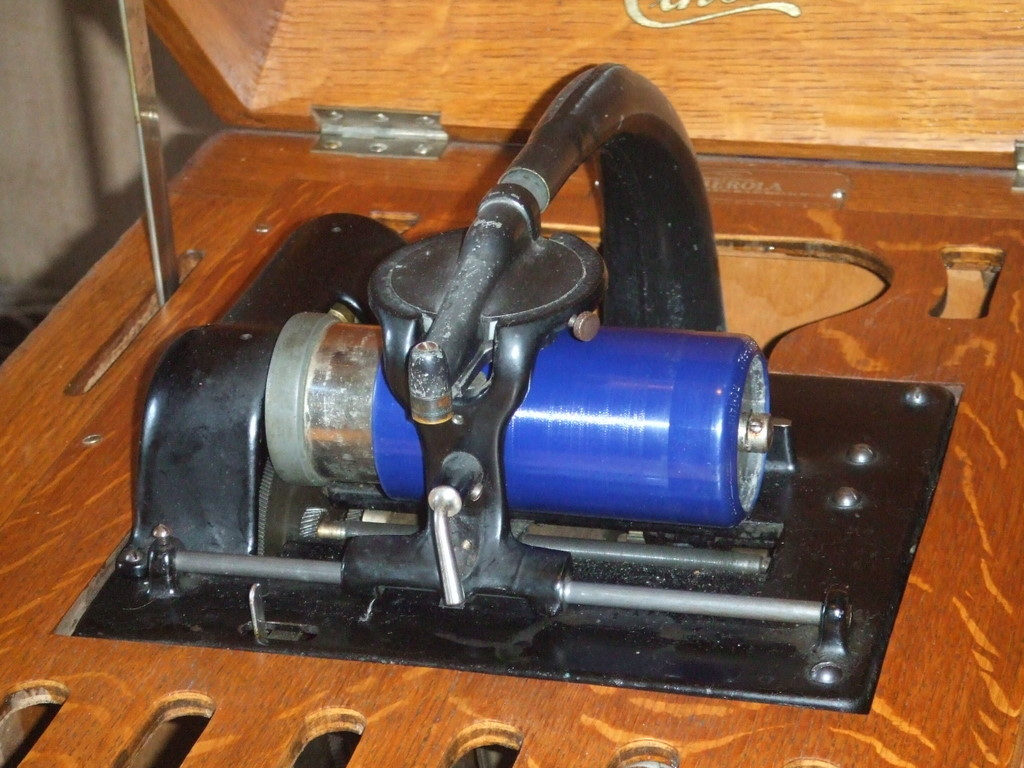
Detalle del mecanismo de una Amberola, manufacturada hacia 1915

Los Edison Blue Amberol están hechos de celuloide sobre un núcleo de yeso moldeado. La superficie de celuloide era capaz de soportar cientos de reproducciones con solo un aumento moderado del ruido superficial si se utilizaba una máquina correctamente mantenida y con una aguja en buenas condiciones.
Los Blue Amberol tenían una duración máxima de reproducción de aproximadamente 4 minutos y 45 segundos, girando a la velocidad estándar del cilindro posterior a 1902 de 160 rpm. Al igual que los Amberol de cera negra anteriores, proporcionaban el doble de tiempo de reproducción que los cilindros de 2 minutos, al usar un surco más fino con una densidad de 200 líneas por pulgada en lugar de 100. No se podían reproducir en máquinas más antiguas configuradas para utilizar solo el estándar anterior con cilindros de 2 minutos, ya que tanto la cera como los Amberol de celuloide requieren una punta de aguja más pequeña para adaptarse a la ranura más fina, y el tornillo sin fin que mueve la aguja sobre la superficie del cilindro debe girar a una velocidad diferente. Thomas A. Edison, Inc. vendía kits con conjuntos de engranajes y cápsulas de aguja que podían ser instalados por el propietario de una máquina Edison más antigua para poder reproducir tanto discos estándar como de 4 minutos. La compañía Edison también comercializó nuevos modelos capaces de reproducir ambos tipos. Con estas máquinas combinadas, el operador necesitaba ajustar una palanca que cambiaba la velocidad, asegurándose de que la configufación correcta estuviera en posición al cambiar de un tipo de cilindro a otro.
Los fonógrafos Edison de bocina interna diseñados para tocar cilindros de 4 minutos se llamaban Amberolas. El primer modelo de Amberola, el Amberola IA de 1909, estaba equipado con engranajes seleccionables de 2 y 4 minutos, y después de ser lanzado inicialmente equipado con un reproductor Modelo "L" que se mostró casi inmediatamente como "insatisfactorio", se reacondicionó con el reproductor Modelo "M" equipado con aguja de zafiro para reproducir cilindros de cera de 2 y de 4 minutos. Hay al menos un ejemplo conocido de un primer reproductor Modelo M también equipado con una aguja convencional.
Tras la introducción del Blue Amberol en 1912, el reproductor M fue reemplazado por el reproductor Diamond A, diseñado para tocar solo cilindros de celuloide, dado que su aguja de diamante cónica de punta pequeña y su mayor presión dañarían seriamente los cilindros de cera. Los fonógrafos Edison de bocina externa estaban disponibles con el reproductor Diamond B. Varios otros modelos de Amberola menos costosos que el IA (y más tarde el IB y III de solo 4 minutos) estaban disponibles, como el V, VI y X.
Después de un incendio en la fábrica de Edison en diciembre de 1914, la línea Amberola se simplificó tanto en el diseño mecánico como en el mueble, lo que se tradujo en el lanzamiento de los modelos Amberola 30, 50 y 75, solo para cilindros de 4 minutos. Cada número del modelo indicaba el precio minorista inicial en dólares. Estaban equipados con el reproductor Diamond C. El modelo Opera de bocina externa también solo para cilindros de 4 minutos (más tarde rebautizado como Concerto) de 1911-1912, que utilizaba el mismo mecanismo que el IB y el III, se equipó inicialmente con el reproductor Modelo L, que tenía una aguja dd punta elíptica de zafiro para leer los discos de cera Amberol, pero después de la introducción del Blue Amberol se equipó con el reproductor Diamond A.

## Almacenamiento de archivos de cilindros
El plástico "Amberol" rodea a un núcleo de yeso, un material que ha resultado problemático para la supervivencia a largo plazo de los cilindros Blue Amberol, puesto que tiende a expandirse con el paso del tiempo, especialmente si se expone a la humedad. En casos moderados, el yeso hinchado puede hacer que el disco no encaje correctamente en el mandril del fonógrafo (esto se puede remediar con bastante facilidad escariando suavemente el yeso para restaurar el diámetro interno correcto) o puede deformar el cilindro y hacer que no se pueda reproducir correctamente. En el peor de los casos, el yeso expandido agrieta o rompe la superficie de plástico, dejando el disco inutilizable. La congelación hace que la humedad en el yeso se expanda y a la vez provoca que el celuloide se contraiga, una combinación que puede hacer que el celuloide se raje longitudinalmente por completo.
El plástico Blue Amberol es nitrato de celulosa, y por lo tanto, es muy inflamable. Al ser un plástico orgánico, está sujeto a descomposición química, pero el deterioro agudo, como se ve en algunas películas de nitrato, hasta ahora rara vez se ha observado en el Blue Amberol o en otros cilindros de celuloide (por ejemplo, los Lambert, Albany Indestructible y US Everlasting).